# Zrzohlávka
Zrzohlávka (Netta) je rod kachen rozšířený pouze ve Starém světě. Přestože patří ke kachnám potápivým, potravu (řasy a ponořenou vegetaci) si většinou opatřuje jako kachny plovavé.
Jejich sesterskou skupinou jsou poláci. Podle Liverzeyho je možno čtyři druhy zrzohlávek rozdělit na dvě vzájemně sesterské dvojice druhů.

## Druhy
- kachna růžovohlavá (Netta caryophyllacea) (Latham, 1790) – pravděpodobně od roku 1935 vyhynulá
- zrzohlávka rudozobá (Netta rufina) (Pallas, 1773) – jediný zástupce tohoto rodu v ČR
- zrzohlávka rudooká (Netta erythrophthalma) (Wied, 1832)
- zrzohlávka peposaka (Netta peposaca) (Vieillot, 1816)